# Itaguatins
Itaguatins é um município brasileiro do estado do Tocantins.

## História
O município de Itaguatins, localiza-se no extremo norte do Tocantins, região conhecida como "Bico do Pagagaio".
Seu processo de colonização teve início no final do império com a chegado do Coronel Augusto Cezar de Magalhães Bastos, vindo da cidade de Imperatriz no Maranhão, que em uma de suas viagens, impelido pelas circunstâncias foi obrigado a ancorar seu barco pelo lado de baixo da cachoeira de Santo Antônio. em diálogo com o pescador o Coronel observou que toda embarcação fluvial, subindo ou descendo o Rio Tocantins era obrigado a parar a viagem, retirar parte da mercadoria constante da carga transportada, conduzi-la por terra até a ultrapassagem do trecho ocupado pela cachoeira. Devido a esse movimento, o local passou a chamar-se Descarrêto, nome pelo qual é conhecido o Bairro localizado acima da cachoeira.
O Coronel Augusto Bastos construiu uma casa confortável suficientemente capaz de acomodar residência e também armazenar toda e qualquer mercadoria oriunda no Norte e Sul, respectivamente, para comercializar nas praças adjacentes, inclusive Boa Vista, hoje Tocantinópolis. Iniciou a criação de gado bovino, vindo do interior do Maranhão (Grajaú e Carolina), estendendo seu rebanho por várias fazendas da região, inclusive Boa Vista, cidade conhecida na época por "Boa Vista do Padre João".
Em retribuição a acolhida naquela noite, pelo humilde pescador, de nome Antonio Manoel Luna o coronel batizou a sua fazenda com o nome de Santo Antonio, em homenagem aquele pescador que ali residia pioneiramente.
Em torno da residência, na fazenda Santo Antonio, foram surgindo moradias de imigrantes do Nordeste, à procura de terras férteis, e aos poucos foi tomando aspecto de povoado, passando a chamar-se então Povoado Santo Antonio da Cachoeira. As terras férteis, caça em abundância, existiam muitos peixes no Rio Tocantins e assim o aglomerado passou a se desenvolver, tornando-se ao mesmo tempo um ponto importante para o intercâmbio comercial.
As mercadorias vinham do centro comercial de Belém - PA, eram transportadas em barcos. Em uma dessas viagens a Belém, o coronel Augusto Bastos trouxe para o povoado a imagem de Santo António de Lisboa, uma verdadeira arte de obra Portuguesa, talhada em bloco de nogueira.
No povoado de Santo Antonio, foi construída uma capela onde o Padre João de Sousa Lima, vigário da Prelazia de Boa Vista, fez a solenidade religiosa, conduzindo a imagem do Santo pelo povoado até o altar da Igreja, onde compareceram populações de Imperatriz, São Vicente do Araguaia (Araguatins), Boa Vista (Tocantinópolis), os sertanejos de regiões ribeirinhas e demais ribeirinhos. Após a missa foi declarada solenemente a instalação da igreja de Santo Antonio da Cachoeira, e como último desejo o coronel pediu que ele, sua esposa e todos os membros de sua família fossem, quando mortos, sepultados no interior da Igreja.
Pelo Decreto-Lei Estadual nº 8.305 de 31 de dezembro de 1943, foi mudado o nome de Santo Antonio da Cachoeira para Itaguatins, que originou-se com junção do prefixo ita-, que significa pedra em tupi e com a terceira e última sílaba dos nomes dos rios Araguaia e Tocantins.
O povoado foi elevado a cidade no dia 18 de agosto 1945.
O primeiro Prefeito (nomeado) de Itaguatins foi o Senhor Antonio Cavalhedo Murici, que governou de 18 de agosto de 1945 a 16 de fevereiro de 1946. O primeiro prefeito eleito por voto popular foi Ataliba Costa Cruz, que governou de 24 de maio de 1948 a 31 de janeiro de 1951.

## Geografia
Localiza-se a uma latitude 05º46'08" sul e a uma longitude 47º29'00" oeste, estando a uma altitude de 130 metros. Sua população estimada em 2004 era de 6.579 habitantes.